# Hill station

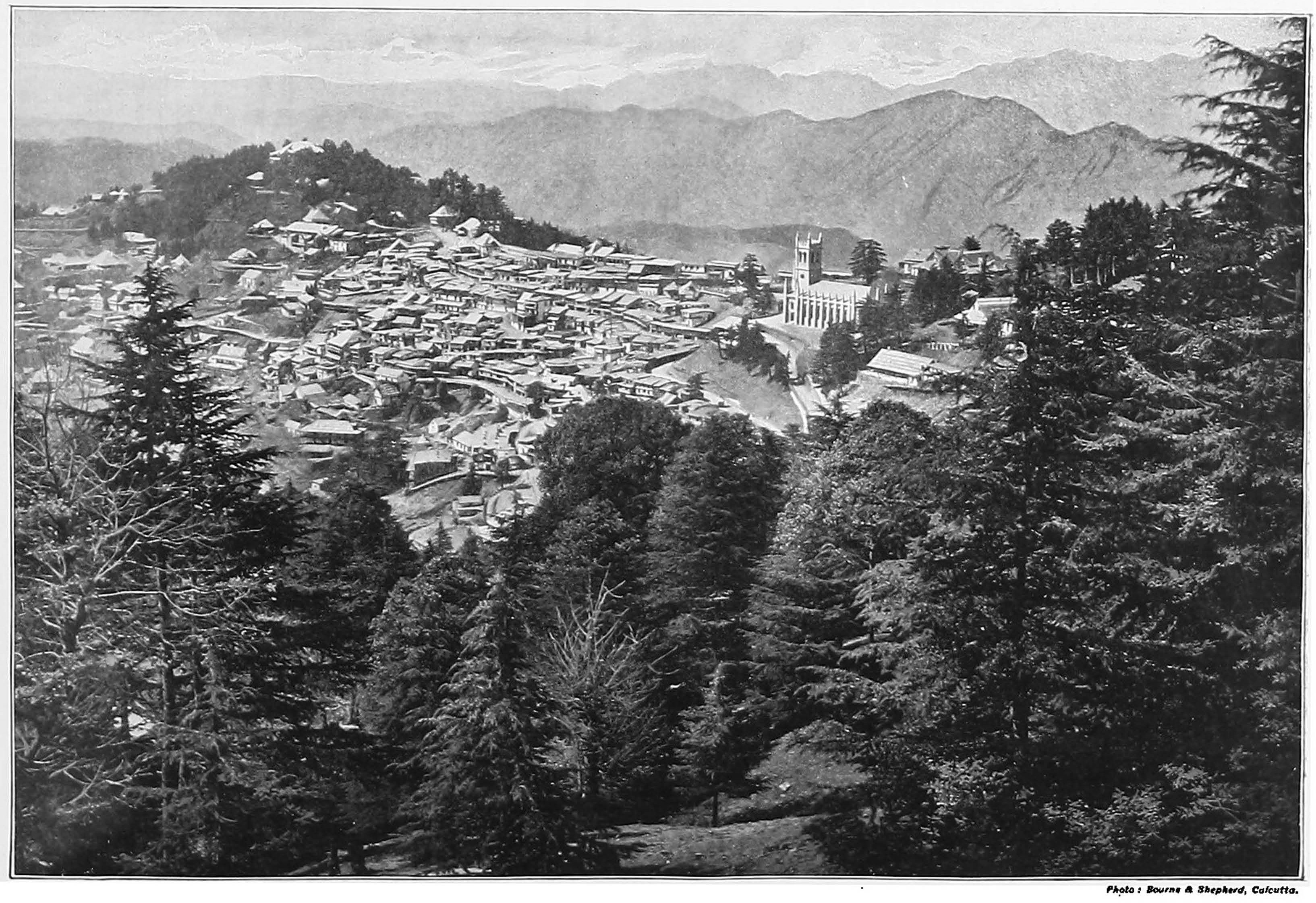
Fotografia de Shimla, nos Himalaias indianos, entre 1897 e 1899

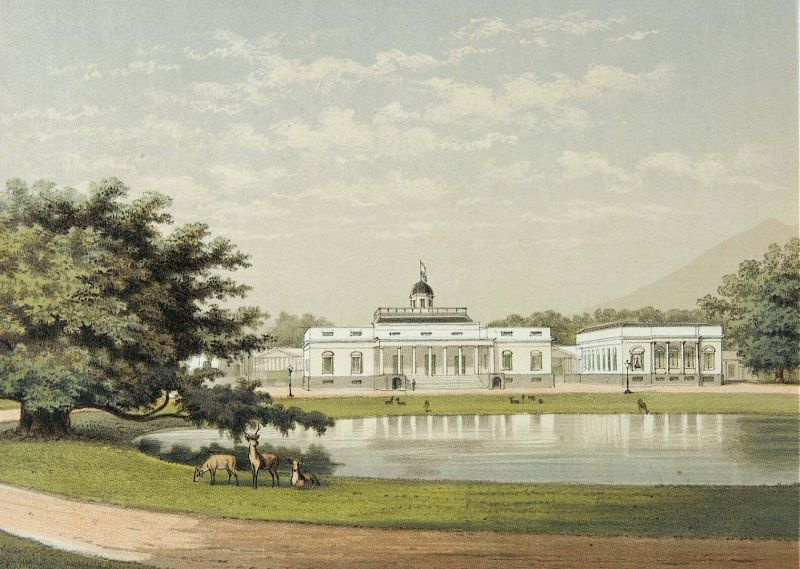
Litografia de 1889 do palácio do governador holandês em Bogor, construído na segunda metade do século XVIII em Java, atual Indonésia

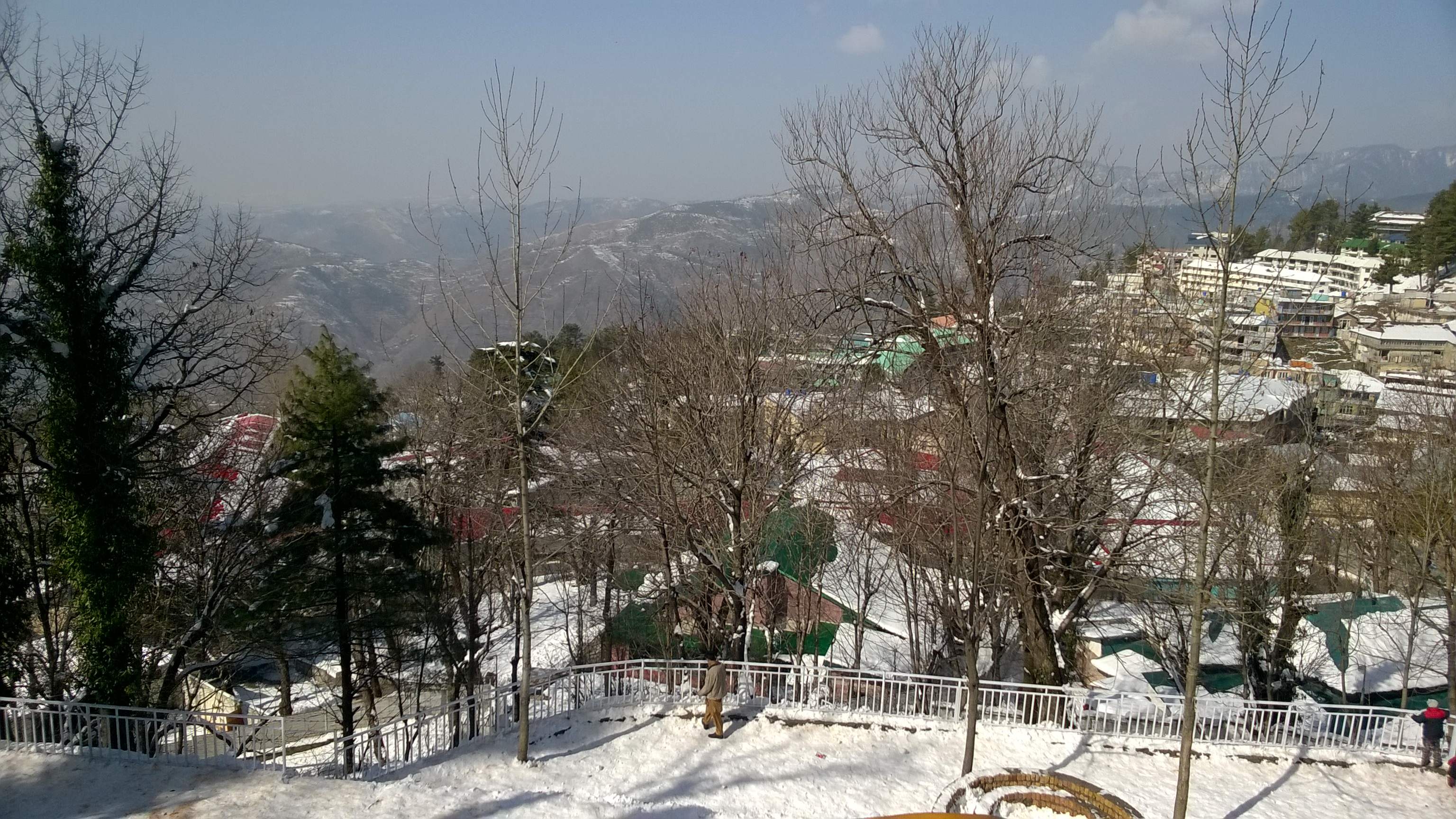
Kashmir Point, em Murree, na subcordilheira himalaia do Pir Panjal, atual Paquistão

Hill station é um termo inglês que, traduzido à letra significa "estância de montanha". Geralmente designa especificamente uma cidade a altitude elevada, com clima ameno e semelhante ao do norte da Europa, que foi fundada ou floresceu durante o período colonial como local de descanso e recreio da administração e elite dos colonizadores, que nesses locais passavam os períodos em que o clima nas áreas mais baixas eram menos suportáveis pelos europeus, devido ás temperaturas elevadas e chuvas torrenciais. O termo aplica-se principalmente às estâncias da Ásia colonial, nomeadamente do Império Britânico, mas também existem ou existiram algumas hill stations em África. A maior parte delas e as mais antigas foram fundadas pelos britânicos, mas os franceses e holandeses e até os americanos também criaram algumas nas suas colónias asiáticas e africanas.

## Descrição e história

Biblioteca em Ooty, nos montes Nilgiri, sul da Índia, numa fotografia de

As hill stations são particularmente numerosas no que foi outrora a Índia britânica (atualmente Índia e Paquistão. A designação é atualmente também usada nas antigas colónias britânicas (Índia, Paquistão, Birmânia e Malásia) e no Nepal para designar estâncias turísticas de montanha que no período colonial eram pouco ou nada relevantes turisticamente.
As primeiras hill stations surgiram na Índia na década de 1820, nos Himalaias e, a sul nos montes Nilgiri, principalmente como sanatórios onde militares e funcionários públicos recuperavam das doenças contraídas nas terras baixas muito insalubres para os europeus, nomeadamente a cólera, da qual houve uma  pandemia de grandes proporções entre 1817 e 1824. Os europeus receavam que residir durante muito tempo nas planícies fosse nocivo para a saúde e procuraram recriar o ambiente e paisagem das terras natais nas hill stations, o que é ilustrado pelos comentários de Lord Lytton sobre Ootacamund (Ooty) — «como a bela chuva inglesa, como a deliciosa lama inglesa».  Principalmente após a rebelião de 1857, as hill stations foram centros vitais do poder militar e político, por serem locais mais imunes às instabilidades políticas e a partir de 1863, Shimla, no Himachal Pradexe, passou a ser a capital de verão da Índia britânica.
Alguns autores identificam três fases na evolução das hill stations do subcontinente Indiano: a primeira entre 1820 e 1840, em que foram criadas as primeiras, principalmente como sanatórios; a segunda entre 1840 e 1860, quando foram criadas muitas mais, não só como locais de recuperação de doenças mas também como locais de férias; e finalmente, na segunda metade do século XIX assistiu-se à consolidação e expansão das estâncias já existentes e à criação e algumas poucas novas. Na última fase, a importância política das hill stations foi assinalada com obras públicas de grande envergadura.

## Lista das principaishill stations
Nota: esta lista não pretende ser exaustiva e é provável que algumas hill stations importantes estejam omissas.
23000

### África

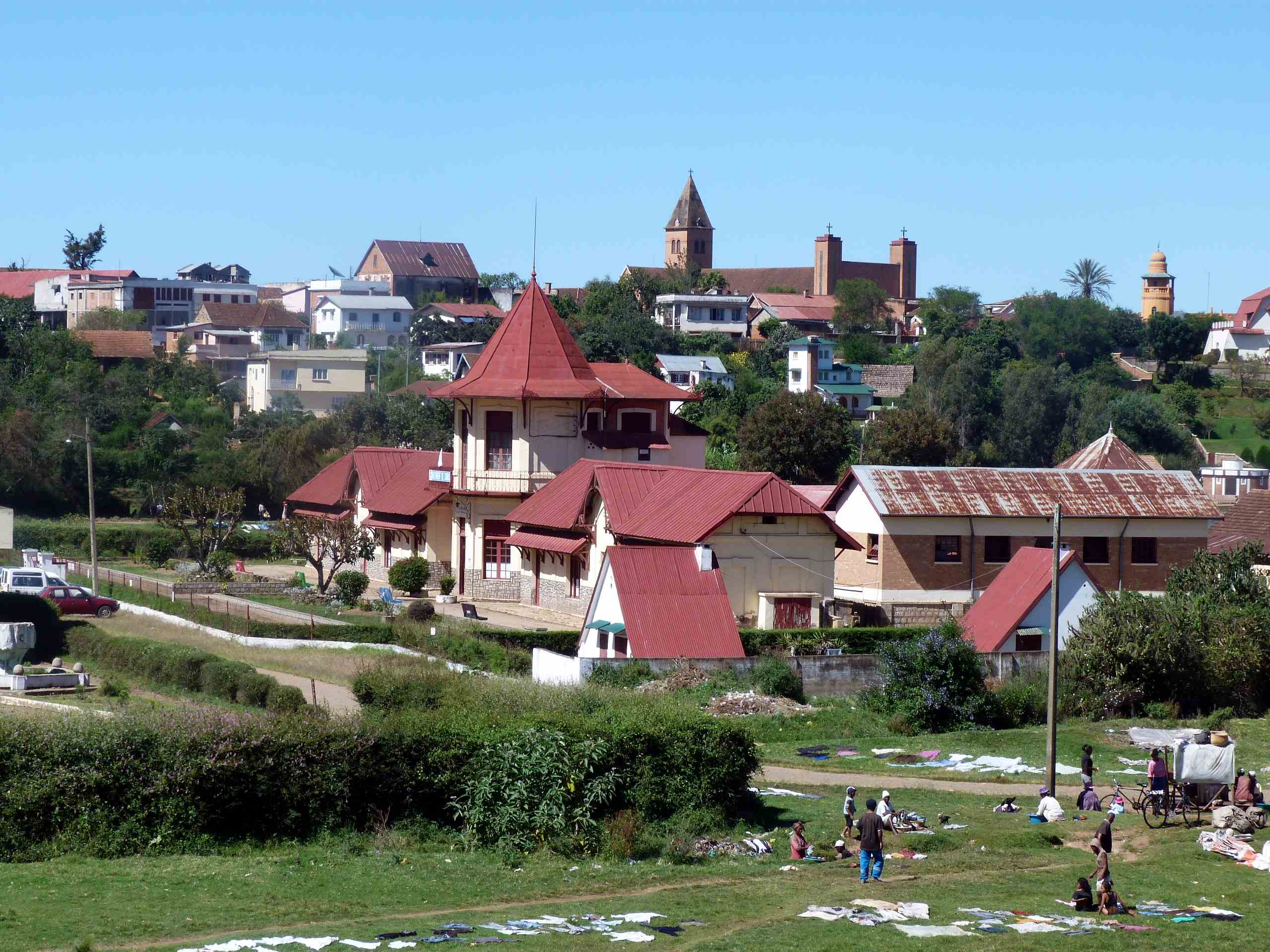
Antsirabe, Madagáscar

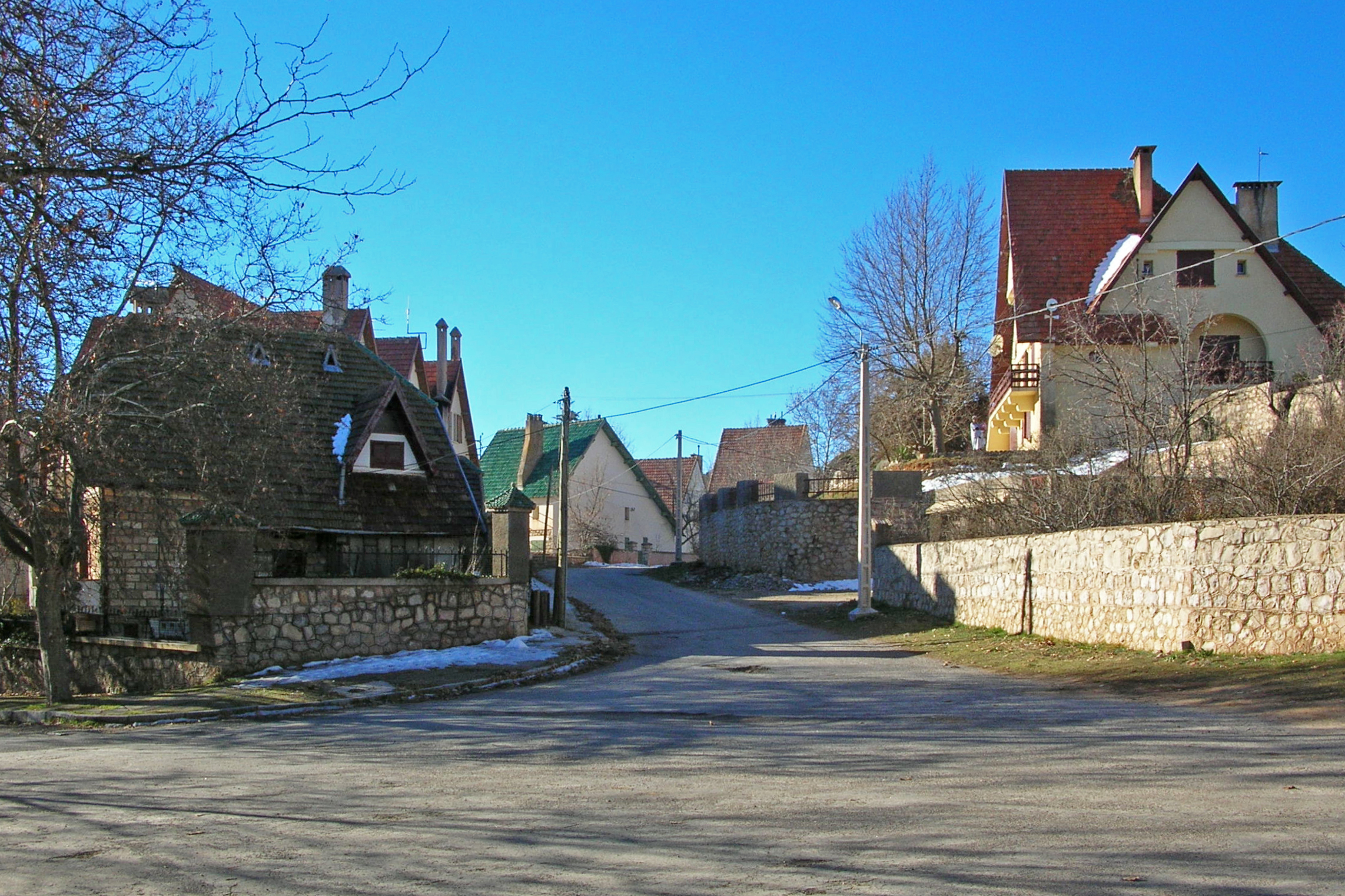
Ifrane, no Médio Atlas, Marrocos

- Antsirabe (Madagáscar)
- Ifrane (Marrocos)
- Jos (Nigéria)

### Ásia
No seu livro “The Great Hill Stations of Asia”, Barbara Crossette destaca as seguintes hill stations:
- Ceilão — Nuwara Eliya
- Índia — Shimla, Mussoori, Darjeeling, Kalimpong, Kodaikanal e Ootacamund (Ooty)
- Birmânia — Maymyo
- Filipinas — Baguio
- Indonésia — Bogor, Bukittinggi e Brastagi
- Malásia — Penang Hill, Maxwell Hill, Cameron Highlands e Fraser's Hill
- Paquistão — Murree e as outras estâncias da região dos Galis (faixa na fronteira entre as província de Khyber Pakhtunkhwa e Panjabe).
- Vietname — Da Lat

#### Bangladexe
- Bandarban
- Jaflong
- Khagrachari
- Maulvi Bazar
- Rangamati
- Sylhet

#### Birmânia

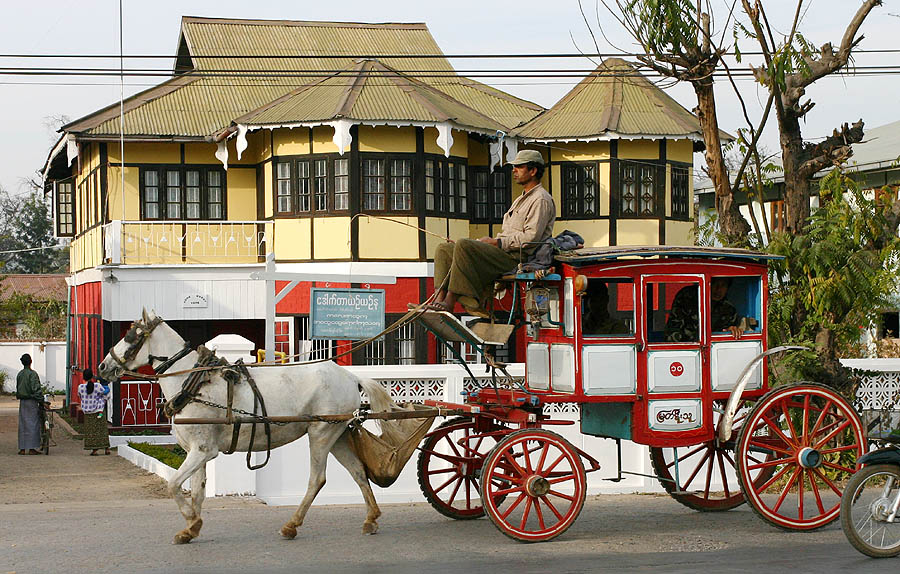
Pyin U Lwin (Maymyo), Birmânia

- Pyin U Lwin (Maymyo)
- Kalaw

#### Camboja
- Bokor

#### Ceilão

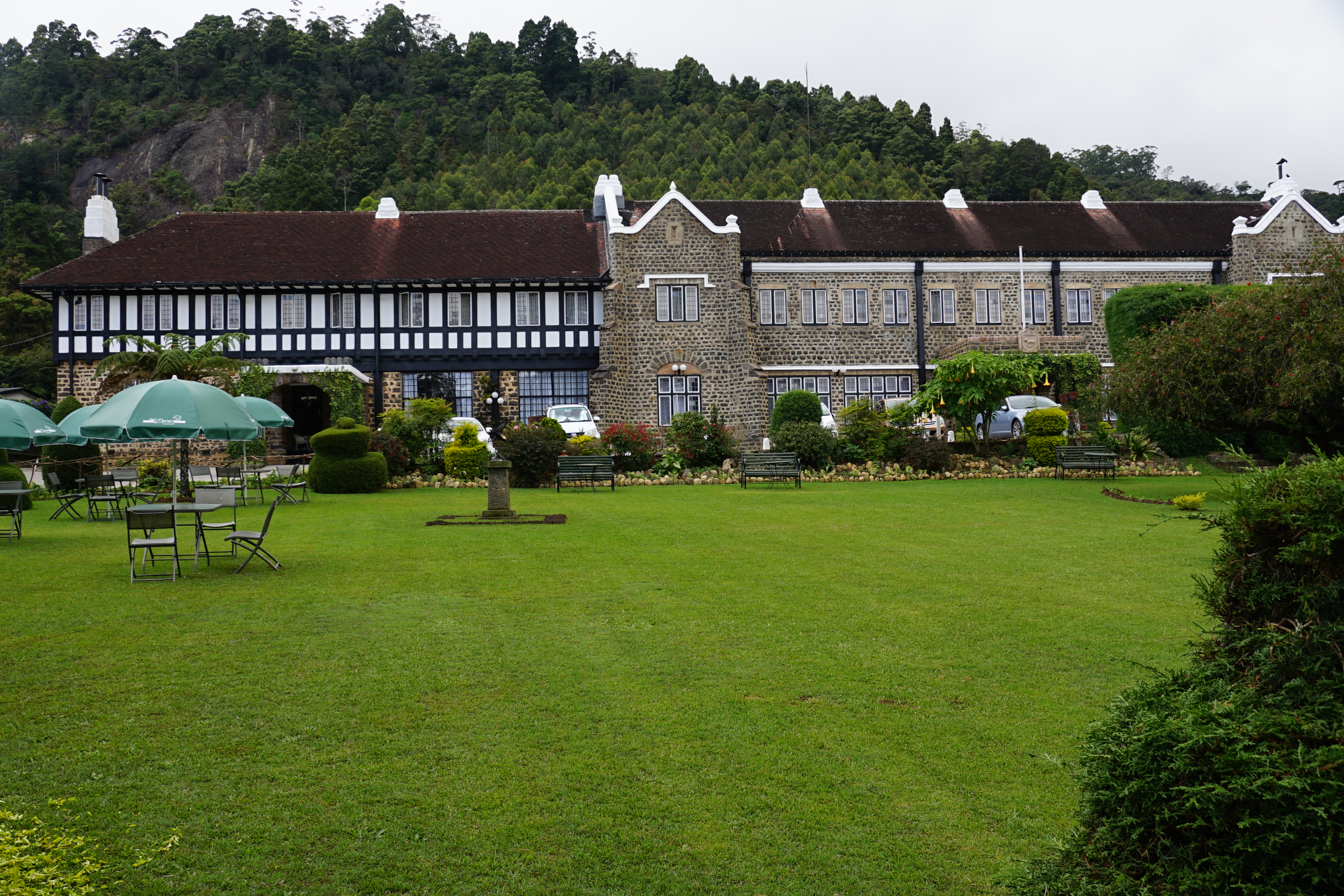
O Hill Club, em Nuwara Eliya, Ceilão

- Diyatalawa, Uva
- Nuwara Eliya, Província Central

#### China
- Guling
- Monte Mogan
- Jigongshan
- Kuliang
- Victoria Peak (Hong Kong)

#### Filipinas
- Baguio, Cordillera
- Mambucal, Negros
- Salvador Benedicto, Negros

#### Índia
- Aritar, Siquim
- Chirmiri, Chhattisgarh
- Dalhousie, Himachal Pradexe
- Darjeeling, Bengala Ocidental
- Dhanaulti, Uttarakhand
- Gangtok, Siquim
- Gulmarg, Jamu e Caxemira
- Jorhat, Assam
- Kalimpong, Bengala Ocidental
- Kangra, Himachal Pradexe
- Khajjiar, Himachal Pradexe
- Khandala, Maarastra
- Kodaikanal, Tamil Nadu
- Lonavala, Maarastra
- Mahabaleshwar, Maarastra
- Manali, Himachal Pradexe
- Manipal, Carnataca
- Matheran, Maarastra
- Monte Abu, Rajastão
- Munnar, Querala
- Mussoori, Uttarakhand
- Nainital, Uttarakhand
- Pachmarhi, Madia Pradexe
- Ootacamund (Ooty), Tamil Nadu
- Rishikesh, Uttarakhand
- Shillong, Meghalaya
- Shimla, Himachal Pradexe
- Vale do Araku, Andra Pradexe

#### Indonésia
- Batu, Java Oriental
- Baturaden, Java Central
- Bedugul, Bali
- Brastagi, Sumatra Setentrional
- Bogor (Buitenzorg), Java Ocidental
- Bukittinggi, Sumatra Ocidental
- Garut, Java Ocidental
- Kaliurang, Java Central
- Lembang, Java Ocidental
- Munduk, Bali
- Padang Panjang, Sumatra Ocidental
- Payakumbuh, Sumatra Ocidental
- Puncak, Java Ocidental
- Sawahlunto, Sumatra Ocidental
- Solok, Sumatra Ocidental
- Takengon, Achém
- Tana Toraja, Celebes Meridional
- Tawangmangu, Java Central
- Tomohon, Celebes Setentrional
- Wonosobo, Java Central

#### Iraque
- Amedi, na província de Dahuk
- Batifa, na província de Dahuk
- Rauandiz, na província de Arbil
- Shaqlawa, na província de Arbil
- Suleimânia, na província homónima

#### Malásia
- Cameron Highlands, Pahang
- Fraser's Hill, Pahang
- Genting Highlands, Pahang e Selangor, fundada depois da independência
- Parque Kinabalu, Sabá
- Maxwell Hill (Bukit Larut), Perak
- Penang Hill, no estado homónimo

#### Nepal
- Bandipur, Gandaki
- Baglung, Dhaulagiri
- Besisahar, Gandaki
- Bhimeshwar (Charikot), Janakpur
- Daman, Narayani
- Dharan, Kosi
- Dhankuta, Kosi
- Dhulikhel, Bagmati
- Dingboche, Sagarmatha
- Dunai, Karnali
- Gorkha, Gandaki
- Ilam, Mechi
- Jomsom, Dhaulagiri
- Kaande
- Khumjung, Sagarmatha
- Kunde, Sagarmatha
- Lukla, Sagarmatha
- Lumle, Gandaki
- Nagarkot, Bagmati
- Namche Bazaar, Sagarmatha
- Pangboche, Sagarmatha
- Phakding, Sagarmatha
- Phortse, Sagarmatha
- Pokhara, Gandaki
- Sandhikharaka, Lumbini
- Sarangkot, Gandaki
- Simikot, Karnali
- Tamghas, Lumbini
- Tansen, Lumbini
- Tengboche, Sagarmatha

#### Paquistão
- Abbottabad, Khyber Pakhtunkhwa (Fronteira do Noroeste)
- Bado Hill, Sinde
- Behrain, Khyber Pakhtunkhwa
- Bhurban, Panjabe
- Charra Pani, Panjabe
- Chitral, Khyber Pakhtunkhwa
- Gilgit, Gilgit-Baltistão
- Gorakh Hill, Sinde
- Jahaz Banda, Khyber Pakhtunkhwa
- Kalam, Khyber Pakhtunkhwa
- Malam Jabba, Khyber Pakhtunkhwa
- Murree, Panjabe
- Nathia Gali, Khyber Pakhtunkhwa
- Patriata, Panjabe
- Shogran, Khyber Pakhtunkhwa
- Skardu, Gilgit-Baltistão
- Vale de Astore, Gilgit-Baltistão
- Vale de Hunza, Gilgit-Baltistão
- Vale de Nagar, Gilgit-Baltistão
- Ziarat, Baluchistão

#### Síria
- Bloudan, Rif Dimashq
- Cadmus, Tartus
- Madaya, Rif Dimashq
- Massiafe, Hama
- Zabadani, Rif Dimashq

#### Vietname
- Bà Nà Hills
- Bạch Mã, Thua Thien-Hue
- Da Lat, Lam Dong
- Sa Pa, Lao Cai
- Tam Đảo

### Outros continentes
- Mount Macedon, na Austrália
- Platres, no Chipre